# Karsten Lemcke
Karsten Lemcke ( n. ? ) es un botánico, y orquideólogo alemán.

## Algunas publicaciones
- karsten Lemcke. 1988. Geologie von Bayern: 1: Das Bayrische Alpenvorland vor der Eiszeit (Geología de Bavaria: 1: Los Alpes bávaros antes de la Edad de Hielo). Editor Schweizerbart'sche Verlagsbuchhandlung. 243 pp. ISBN 351065157X

- La abreviatura «K.Lemcke» se emplea para indicar a Karsten Lemcke como autoridad en la descripción y clasificación científica de los vegetales.[2]